# 范湖站
范湖站位于中华人民共和国湖北省武汉市江汉区，是武汉地铁2号线与3号线的地铁换乘站。

## 车站结构
该站为2号线一期工程首个开工的地铁站，是2号线一期工程自北向南的第五座车站，其土建工程位于青年路与常青路交叉口下，沿青年路布置。
车站于2006年9月开标、2006年11月开工。
车站总长184.00m，站台为10m有柱岛式站台，总建筑面积11750㎡。
车站为地下两层：地下一层为站厅层，地下二、三层为站台层。
该车站1、2号出入口没有上盖，但是有安装智能雨棚，逢雨天可自动打开，天晴关闭。
该站曾被冠名，冠名期间全名是“葛洲坝广场·范湖站”。但二号线冠名因网民反对现已取消。
3号线站台沿马场角小路布置，位于2号线站台东北方向。两线之间为通道换乘。

### 楼层分布
| 地面      |                                    | 地鐵出入口                                                    |  |
| 地下 一層 | 2號線 站廳層                       | 售票機、客服中心、車站商店、武漢通充值、洗手間、3號線換乘通道 |  |
| 地下 一層 | 3號線 站廳層                       | 售票機、客服中心、車站商店、武漢通充值、洗手間、2號線換乘通道 |  |
| 地下 二層 |                                    | █ 2号线列車往天河机场 （漢口火車站）                          |  |
| 地下 二層 | 島式月台，左邊車門將會開啟         |                                                               |  |
| 地下 二層 | █ 2号线列車往佛祖嶺（王家墩東站）  |                                                               |  |
| 地下 三層 |                                    | █ 3号线列車往沌陽大道 （雲飛路站）                            |  |
| 地下 三層 | 島式月台，左邊車門將會開啟         |                                                               |  |
| 地下 三層 | █ 3号线列車往宏圖大道 （菱角湖站） |                                                               |  |

### 車站出口

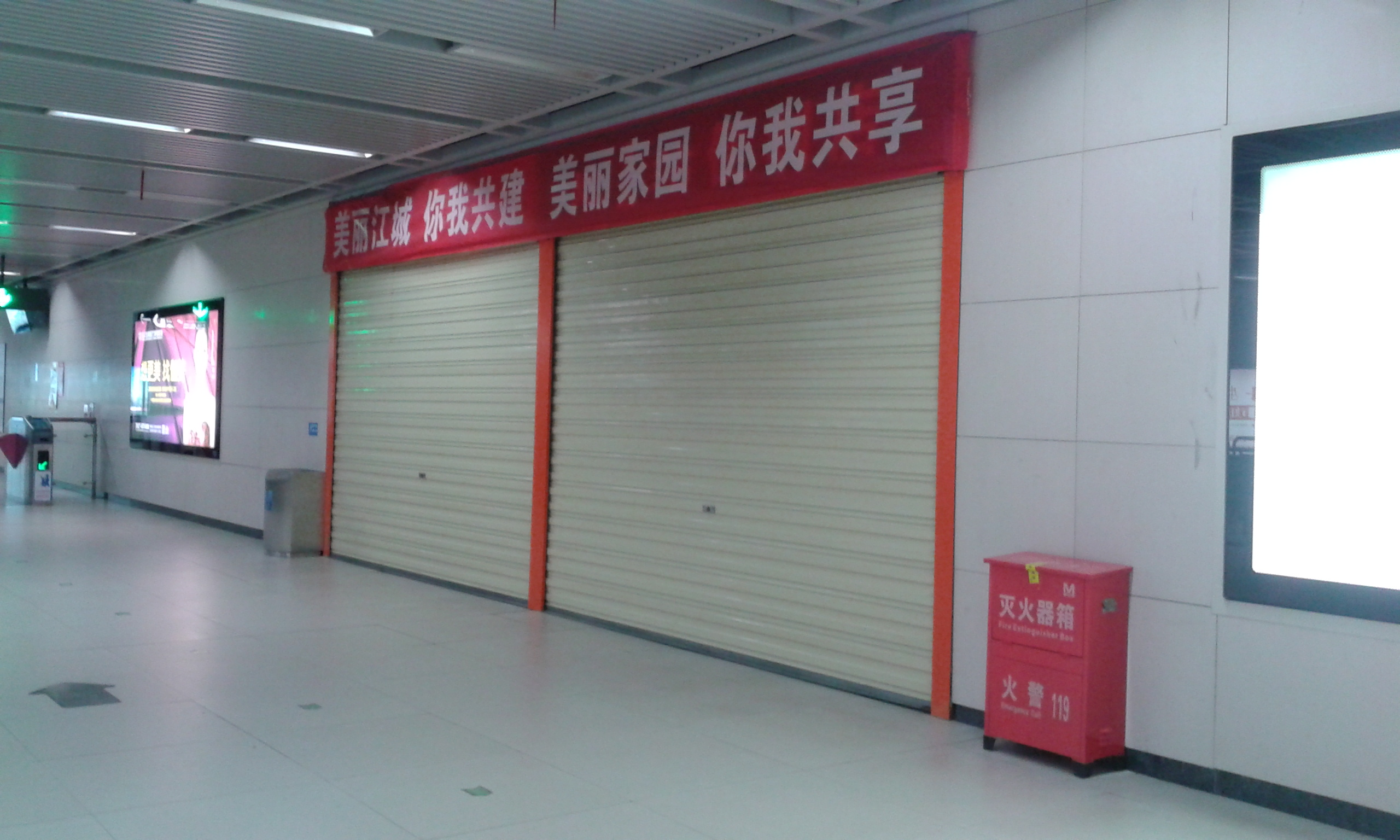
未啟用前的換乘通道

|                                                 |      |      |                                                                                   |
|                                                 |      |      |                                                                                   |
| 出口編號                                        | 設施 | 照片 | 建議前往的目的地                                                                  |
| A                                               |      |      | 青年路西側 武漢博物館、常青路                                                     |
| B                                               |      |      | 青年路西側 機場沙村                                                               |
| C                                               |      |      | 青年路東側 葛洲壩廣場、馬場角路                                                   |
| D                                               |      |      | 青年路東側 葛洲壩廣場、馬場角小路                                                 |
| E                                               |      |      | 馬場角小路 青年路、常青路                                                         |
| H                                               |      |      | 馬場角小路 葛洲壩國際廣場                                                         |
| J                                               |      |      | 馬場角小路 葛洲壩國際廣場、後襄河公園、武漢市鄔家墩小學、青年路、常青路、牯牛洲街 |
| 注： 設有升降機 \| 設有輪椅升降台 \| 設有洗手間 |      |      |                                                                                   |

- 未啟用前的換乘通道

## 运营信息
首末班车时间等信息，请参见：
- 2号线行车安排
- 3号线行车安排

## 邻近地點
- 后襄河公园
- 武汉博物馆
- 武汉市第十九初级中学
- 菱角湖万达

### 内部链接
- 武汉地铁车站列表